# Кресценция
Кресце́нция, или Кресце́нтия, или Кресче́нция (лат. Crescentia), — род деревянистых растений семейства Бигнониевые (Bignoniaceae), распространённый в Центральной и на севере Южной Америки.
Род назван в честь итальянского ботаника и агронома Петра Кресценция.

## Ботаническое описание
Вечнозелёные кустарники или деревья, небольшого или среднего размера. Листья простые и цельные или тройчатые, собраны в очерёдные пучки на толстых веточках.
Характерна каулифлория и опыление рукокрылыми. Цветки обоеполые, крупные, одиночные или собраны вдоль старых веточек и стволов в малоцветковые тирсы. Чашечка большая, двугубо расщеплённая. Венчики светло-коричневые, от трубчатых до колокольчатых. Тычинок 4. Завязь яйцевидно-эллиптическая. Плоды округлые или шарообразные, большие, нераскрывающиеся, с твёрдым древесным экзокарпием, закрывающим толстую губчатую мякоть. Семена многочисленные, голые, уплощённые, не крылатые. 2n = 40.

## Виды
Род включает 6 видов:
- Crescentia alata Kunth
- Crescentia amazonica Ducke
- Crescentia cujete L. typus[1] — Калебасовое дерево
- Crescentia linearifolia Miers
- Crescentia mirabilis Ekman ex Urb.
- Crescentia portoricensis Britton